# 卡库里
卡库里（義大利語：Caccuri），是意大利克罗托内省的一个市镇。总面积57平方公里，人口1731人，人口密度30.4人/平方公里（2009年）。